# Taça da Liga de Futsal de 2017–18
A Taça da Liga de Futsal de 2017–18 foi a 3ª edição da terceira maior competição de clubes de futsal organizada pela FPF. O Sporting Clube de Portugal era o detentor do título.
A final foi disputada a 14 de Janeiro de 2018 no Pavilhão Multiusos de Sines. O SL Benfica venceu o Sporting CP por 5–2, conquistando a sua 1ª Taça da Liga.

## Formato
A Taça da Liga de Futsal de 2017–18 foi disputada por oito equipas num sistema de eliminatórias a uma mão. Um sorteio é realizado para determinar as equipas que se defrontarão nos quartos-de-final da competição. 

## Qualificação
Para disputar a Taça da Liga de Futsal de 2017–18, as equipas terão de disputar a primeira volta da fase regular do campeonato nacional da mesma época. As 8 equipas mais bem classificadas qualificam-se. Após a conclusão da 13ª jornada, última jornada da primeira volta do Campeonato Nacional, a classificação era a seguinte.

## Resultados
|  | Quartas de final | Quartas de final | Quartas de final |             |               | Semifinais    | Semifinais | Semifinais |  |  | Final | Final | Final |  |
|  |                  |                  |                  |             |               |               |            |            |  |  |       |       |       |  |
|  | AD Fundão        | AD Fundão        | 7                |             |               |               |            |            |  |  |       |       |       |  |
|  | AD Fundão        | AD Fundão        | 7                |             |               |               |            |            |  |  |       |       |       |  |
|  | Futsal Azeméis   | Futsal Azeméis   | 2                |             |               |               |            |            |  |  |       |       |       |  |
|  | Futsal Azeméis   | Futsal Azeméis   | 2                |             | AD Fundão     | AD Fundão     | 1          |            |  |  |       |       |       |  |
|  |                  |                  |                  |             | AD Fundão     | AD Fundão     | 1          |            |  |  |       |       |       |  |
|  |                  |                  | Sporting CP      | Sporting CP | 2             |               |            |            |  |  |       |       |       |  |
|  | Sporting CP      | Sporting CP      | Sporting CP      | Sporting CP | 2             | 7             |            |            |  |  |       |       |       |  |
|  | Sporting CP      | Sporting CP      |                  |             |               |               |            |            |  |  |       |       |       |  |
|  | Pinheirense      | Pinheirense      | 1                |             |               |               |            |            |  |  |       |       |       |  |
|  | Pinheirense      | Pinheirense      | 1                |             | Sporting CP   | Sporting CP   | 2          |            |  |  |       |       |       |  |
|  |                  |                  |                  |             |               |               |            |            |  |  |       |       |       |  |
|  |                  |                  | SL Benfica       | SL Benfica  | 5             |               |            |            |  |  |       |       |       |  |
|  | SC Braga/AAUM    | SC Braga/AAUM    | SL Benfica       | SL Benfica  | 5             | 2 (3)         |            |            |  |  |       |       |       |  |
|  | SC Braga/AAUM    | SC Braga/AAUM    |                  |             |               |               |            |            |  |  |       |       |       |  |
|  | Modicus          | Modicus          | 2 (2)            |             |               |               |            |            |  |  |       |       |       |  |
|  | Modicus          | Modicus          | 2 (2)            |             | SC Braga/AAUM | SC Braga/AAUM | 3          |            |  |  |       |       |       |  |
|  |                  |                  |                  |             | SC Braga/AAUM | SC Braga/AAUM | 3          |            |  |  |       |       |       |  |
|  |                  |                  | SL Benfica       | SL Benfica  | 6             |               |            |            |  |  |       |       |       |  |
|  | Belenenses       | Belenenses       | SL Benfica       | SL Benfica  | 6             | 1             |            |            |  |  |       |       |       |  |
|  | Belenenses       | Belenenses       |                  |             |               |               |            |            |  |  |       |       |       |  |
|  | SL Benfica       | SL Benfica       | 3                |             |               |               |            |            |  |  |       |       |       |  |

### Final
| 14 de janeiro de 2017 | Sporting Clube de Portugal  | 2 – 5 | Sport Lisboa e Benfica                                                    | Pavilhão Multiusos de Sines             |
| 15:00                 | Dieguinho 37' · Divanei 39' |       | Deives Moraes 3' · Fernandinho 13', 35' · Robinho 31' · Fábio Cecílio 32' | Público: 2 200 Árbitro: Miguel Castilho |

| Sporting CP | SL Benfica |

## Campeão
| Taça da Liga de Futsal de 2017–18 |
| --------------------------------- |
| SL Benfica 1.º Título             |